# Світлолікування

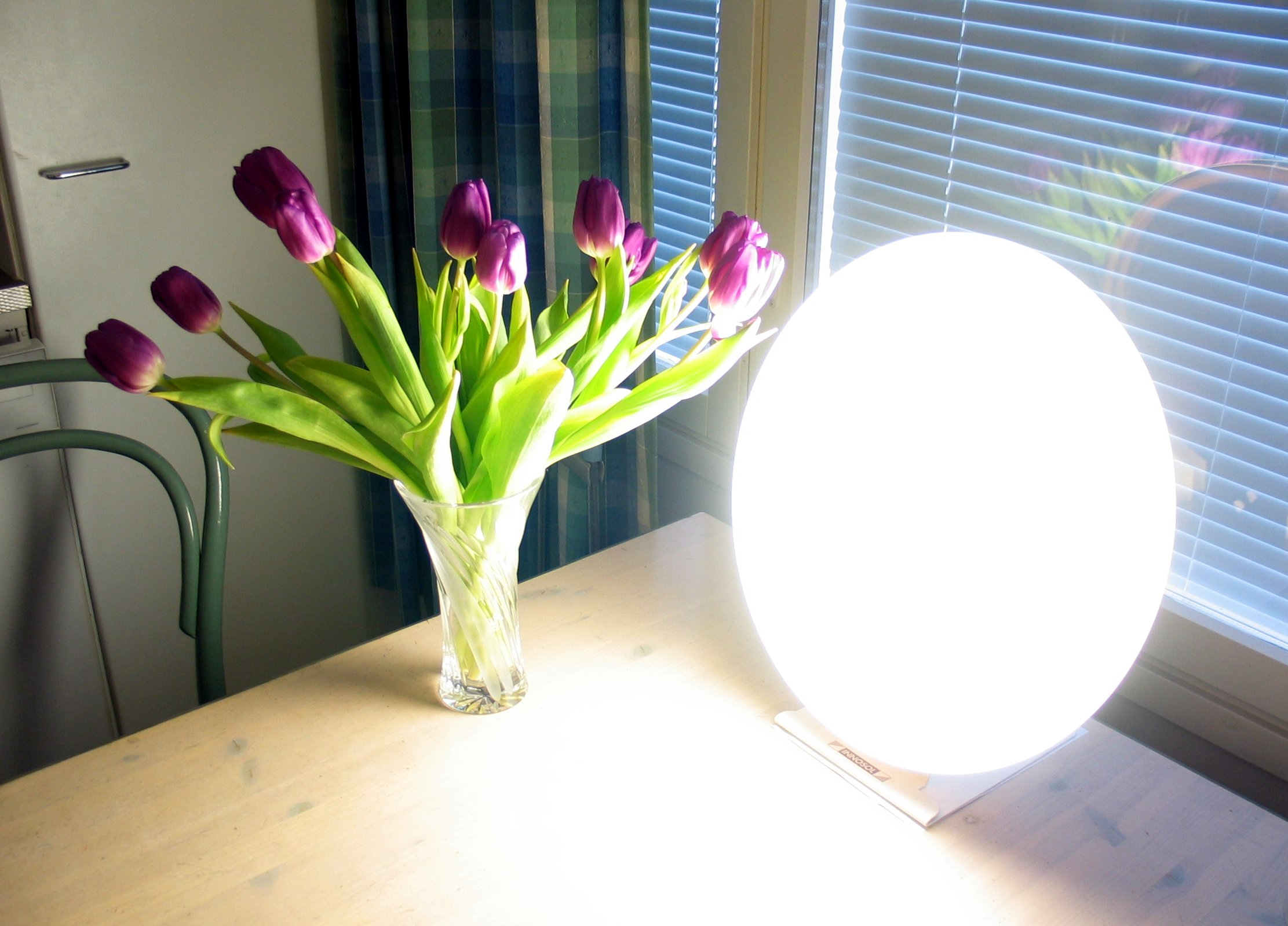
Лікування яскравим світлом — головний метод боротьби з сезонною депресією

Світлолікування, фототерапія (від «фото-»… та грец. therapeia — лікування) — використання з лікувальною метою оптичного випромінювання (інфрачервоного, видимого і ультрафіолетового), розділ фізіотерапії. При світлолікуванні використовують і природне випромінювання Сонця — сонцелікування.

## Фізіологічний вплив
Дія світлової енергії на організм людини визначається:
- інтенсивністю (потужністю джерела і відстанню до опромінюваної поверхні),
- тривалістю опромінювання,
- глибиною проникнення електромагнітних хвиль.

Глибина проникнення залежить від довжини світлової хвилі. Вона найбільша в інфрачервоного і видимого проміння й найменша — в ультрафіолетових. Почервоніння шкіри — еритема — може з'явитися через декілька хвилин після початку опромінювання (інфрачервоне проміння) або після прихованого (латентного) періоду — 2—8 години (ультрафіолетове проміння). Ступінь реакції шкіри залежить від її чутливості на різних ділянках тіла до різного випромінювання, від віку, пори року та інших чинників. Ступінь реакції може змінюватися при деяких патологічних станах, прийомі лікарських речовин. Через 3—4 доби на місці опромінювання з'являється засмага.

## Застосування
Ультрафіолетове опромінювання (місцеве або загальне) застосовують для:
- компенсації ультрафіолетової недостатності (дефіциту інсоляції), що призводить до сезонного афективного розладу;
- підвищення опірності до різних інфекцій (наприклад, грипу);
- як болезаспокійливий і протизапальний засіб при захворюваннях суглобів, периферичної нервової (неврити, невралгії, радикуліти), м'язової (міозити), дихальної (бронхіти, плеврити) систем;
- при шкірних, гінекологічних захворюваннях;
- порушеннях обміну речовин;
- деяких формах туберкульозу.

У педіатрії цей вид світлолікування використовують для профілактики рахіту, гострих респіраторних захворювань, підвищення захисних сил організму в періоді міжнападу ревматизму, а в поєднанні з протиревматичними медикаментозними засобами — і в гострій фазі захворювання. Теплові процедури із застосуванням видимого та інфрачервоного випромінювання використовують переважно як болезаспокійливий та розсмоктуючий засіб, головним чином при підгострих і хронічних запальних процесах, невралгіях і м'язових болях.

### Обладнання
Для світлолікування застосовують калоричні (теплові) та люмінесцентні штучні джерела світла. У калоричних джерел (лампи розжарювання, випромінювачі інфрачервоного й видимого проміння, загальні і місцеві електросвітлові ванни, лампи Мініна, інфрачервоного проміння) кількість і склад випромінюваної енергії залежать від ступеня нагрівання випромінюючого тіла. До люмінесцентних джерел (випромінювання обумовлено електричними, хімічними і іншими процесами) відносять: ртутно-кварцові, люмінесцентні еритемні та дугові бактерицидні лампи.

## Протипоказання
Світлолікування протипоказане при активній формі сухот, новоутвореннях, вираженої серцевої недостатності, гіпертонічній хворобі 2-ї та 3-ї стадії, різкому виснаженні, підвищеній функції щитоподібної залози, захворюваннях нирок з недостатністю функції, а також при фотопатології (тобто захворюваннях, що викликаються світлом).

## Засоби

### Світлоповітряні ванни
Світлоповітряні ванни, як найніжнішу процедуру, призначають хворим, що не звикли до сонця, а також для підготовки до сонячних ванн. Їх приймають влітку в злегка притінках в санаторіях, а також на пляжі перед заходом сонця, причому хворі або лежать на кріслах або на землі, або роблять гімнастичні вправи. Тривалість таких ванн — до 1 години. Крім дії розсіяних сонячних променів на організм, тут грає роль подразнюючу вплив повітря незвичній температури, а також вітру і вологості: все це сприяє загартовування організму при схильності до простуд і при функціональних нервових розладах. Протипоказання — ревматизм і хвороби нирок.

### Сонячні ванни
При сонячних ваннах оголене тіло (за винятком голови) зазнає дії прямих сонячних променів. Хворий лежить на канапі або на чистому піску. Зазвичай майданчики для сонячних ванн (солярії) влаштовують на березі моря, озера, річки: відбиття променів від водної поверхні збільшує кількість променів на майданчику, і, крім того, з боку води відчувається прохолода. Хворий лежить на спині горілиць; голова захищена від дії променів парасолькою або капелюхом. Для запобігання опіків і для рівномірного освітлення всього тіла хворий повинен через певну кількість хвилин повертати до сонця то один, то інший бік: живіт, боки і т. д. Ванни приймають від 5 до 40 хвилин; зазвичай починають з 5 хвилин, щодня подовжуючи кожного разу на 5 хвилин. Лікування потрібно проводити методично, суворо виконуючи призначення лікаря, а без цього замість засмаги може наступити різкий почервоніння шкіри (еритема) або навіть небажаний хворобливий сонячний опік, що викликає іноді загострення легеневого процесу, безсоння, підвищену подразливість нервової системи і т. д. Перед початком сонячної ванни рекомендується з чверть години посидіти в тіні, а після сонячної ванни прийняти охолодну процедуру (купання, душ або ванну до 25 °C), витертися і відпочивати протягом півгодини. При неврастенії та малокрів'ї курс геліотерапії триває шість тижнів; добрі результати виходять при туберкульозі лімфатичних вузлів, кісток і суглобів (2-3 курси загальною тривалістю по б місяців і більше). Протипоказання: легеневий туберкульоз з нахилом до кровохаркання, артеріосклероз, декомпенсовані пороки серця, органічні ураження нервової системи, гнійні запальні процеси.

### Ртутно-кварцові лампи
Якщо пропускати електричний струм через пари ртуті в безповітряному просторі, то пари, розжарившись, дають випромінювання, що не містить інфрачервоних, червоних і частково жовтих променів (тобто теплових променів), але дуже багате ультрафіолетовими променями. Так як звичайне скло не пропускає ультрафіолетових променів, то ртутні пари поміщають в трубку з кварцу, що пропускає ці промені.

### Пальники
Старий тип ртутно-кварцових пальників являє собою безповітряну кварцову трубку, кінці якої розширені у вигляді ампул, наповнених ртуттю і з'єднаних з джерелом електричної енергії. Для запалювання лампи треба при включеному струмі нахилити трубку так, щоб ланцюг замкнувся смужкою ртуті, що переливається з одного кінця пальники на інший. Якщо потім пальник привести в початкове положення, то суцільна смуга ртуті розривається і виникає вольтова дуга між обома смужками ртуті, причому ртутні пари, розжарюватись при високій температурі вольтової дуги, дають яскраве, в основному ультрафіолетове випромінювання.
Останнім часом замість описаного пальника частіше застосовується аргоно-ртутно-кварцовий пальник (скорочено АРК), що має вигляд підкови. Вона наповнена аргоном і в атмосфері цього газу ртутні пари утворюють вольтову дугу. Переваги пальників APK в тому, що для запалювання їх не потрібно нахиляти, вони горять у будь-якому положенні, однаково придатні для постійного і змінного струму, а модель АРК-4 загорається і горить безпосередньо від міського струму в 127 вольт без будь-яких додаткових пристроїв.

### Апарати для опромінення
Бувають трьох типів: Баха, Езенека і Кромайера. У лампі типу Баха пальник поміщена в алюмінієвий ковпак, що складається з двох півкуль, причому нижнє півкуля можна за допомогою особливого пристосування всовуються у верхнє і цим регулювати отвір лампи, а значить і величину освітлюваного ділянки. Лампа зміцнюється за допомогою блоку на стелі або на особливому штативі.
Лампа Езенека завдяки великому відкритому рефлектора допускає опромінення одночасно 2-3 дітей. Ще потужніша лампа Вершинський, підвішена на висоті до 4 м, забезпечує достатню опромінення цілої групи (до 10) хворих, школярів та ін У лампі Кромайера підковоподібна пальник з кварцу укладена в кварцову ж коробку, вміщену у металевий футляр з кварцовим віконечком, через яке проходять ультрафіолетові промені. Щоб уникнути розігрівання пальники, що веде до тріщин і її псування, у весь час роботи пальника між кварцовою коробкою і металевим футляром повинна циркулювати холодна по-да ^ притікає з водопроводу і відтікає у відро через два спеціально вправлені у футляр гумові трубки.

## Дозування ультрафіолетового опромінення
Так як різні пальники випускають не однакові кількості ультрафіолетових променів, а чутливість шкіри до цих променів дуже різна у різних хворих, то перед лікуванням корисно виміряти чутливість шкіри даного хворого до світла, що випромінюється даної кварцовою лампою. Визначають той час, за яке опромінення цієї лампою з відстані в 50 см викликає у хворого слабку еритему — цей час називається біологічної дозою або скорочено біодозою даного хворого.
Для визначення біодози вибирають місце, краще всього на животі, не вкрите волоссям, без рубців і без пігментації. Сюди поміщають дозиметр у вигляді металевої пластинки з 6 прямокутними отворами: позаду платівки є кришка, висуваючи яку, можна по черзі відкривати отвори і опромінювати оголюємо прямокутники. Встановивши пальник на певній висоті (50 см) над вибраною ділянкою шкіри, дають лампі добре розгорітися і через 5-6 хвилин відкривають ковпак лампи так, щоб дозиметр був добре освітлений. Потім відкривають перший отвір і опромінюють прямокутник під цим отвором протягом 1 хвилини, після закінчення хвилини відкривають другий отвір (при відкритому першому отворі). Знову через 1 хвилину на такий же час послідовно (з проміжками в 1 хвилину) один за одним відкривають всі інші отвори при відкритих попередніх. В результаті перший отвір опромінювався 6 хвилин, другий — 5 хвилин, третій — 4 хвилини, четвертий — 3 хвилини, п'ятий — 2 хвилини і шостий — 1 хвилину. Огляд проводиться через 8 годин, звичайно ж в умовах амбулаторії на наступний день. Якщо почервоніння вийшло на першому прямокутнику різке, на другому прямокутнику — менш виражене і на третьому — слабке, але виразне, то значить з відстані 50 см дана лампа викликає мінімальну еритему за 4 хвилини опромінення. Цей час (4 хвилини) і є біодозою хворого з відстані 50 см для даної лампи. Одержавши ці дані від медичної сестри, лікар щодо роду хвороби призначить, скільки хвилин і з якої відстані слід вести опромінення даного хворого до наступного огляду.
У цьому випадку півдози (з відстані 50 см) відпускається за 2 хвилини, V4 Дози за 1 хвилину. Але якщо пальник поставити вдвічі далі (на 100 см), то для чверті біодози обчислюється час не вдвічі, а вчетверо більше (відповідно до закону фізики інтенсивність світла зменшується обернено пропорційно до квадрата відстані): для 1Zi біодози з відстані 100 см при даній лампи і тому ж хворому потрібно 1×4, тобто 4 хвилини.